# Gina Haspel
Gina Cheri Haspel, född Walker den 1 oktober 1956 i Ashland i Kentucky, är en amerikansk ämbetsman. Mellan 26 april 2018 och 20 januari 2021 var hon myndighetschef för den amerikanska underrättelsetjänsten Central Intelligence Agency (CIA). Haspel var den första kvinnan som innehade ämbetet.

## Biografi
Haspel inledde sin karriär på CIA i januari 1985. Hon har haft befattningar som bland annat chef för CIA:s hemliga fängelser och tillförordnad uppdrags- och myndighetschef.
Hon var biträdande generaldirektör för CIA under generaldirektör Mike Pompeo i början av Donald Trumps administration under 2017. Pompeo utsågs senare till USA:s utrikesminister. Den 26 april 2018 tillträdde Haspel som Pompeos efterträdare som CIA:s generaldirektör och hon blev därmed den första kvinnan på den posten.